# Бойков, Евгений Мирославович
Евгений Мирославович Бойков (род. 27 апреля 1954) — российский дипломат. Чрезвычайный и полномочный посол (2023).

## Биография
Окончил Московский государственный институт международных отношений (МГИМО) МИД СССР (1975). Владеет испанским, английским и итальянским языками. На дипломатической работе с 1975 года.
В 2001—2005 годах — советник-посланник Посольства России в Венесуэле.
В 2005—2009 годах — главный советник Генерального секретариата МИД России.
В 2009—2015 годах — генеральный консул России в Генуе (Италия).
В 2015—2018 годах — заместитель директора Департамента специальной связи МИД России.
С 1 октября 2018 по 8 октября 2024 года — чрезвычайный и полномочный посол Российской Федерации в Панаме.

## Дипломатический ранг
- Чрезвычайный и полномочный посланник 2 класса (8 июля 2004)[3].
- Чрезвычайный и полномочный посланник 1 класса (11 июня 2019)[4].
- Чрезвычайный и полномочный посол (2 октября 2023)[5].

## Семья
Женат, имеет трёх взрослых детей.

## Награды
- Орден Дружбы (6 сентября 2024) — За большой вклад в реализацию внешнеполитического курса Российской Федерации и многолетнюю добросовестную дипломатическую службу[6].